# أوتش تبة قلعة
أوتش تبة قلعة هي قرية في مقاطعة مياندوآب، إيران. عدد سكان هذه القرية هو 1,298 في سنة 2006.